# Славчо Тошев
Славчо Тошев е бивш български футболист, вратар. Роден е на 27 юли 1980 г. в Пазарджик.

## Кариера
Юноша на Септември (София), играе за септемврийци от 1998 до 2000 г. където записва 32 мача. От 2000 г. е привлечен в Славия (София) където играе до 2006 г. като записва 39 мача с бялата фланелка. Играе един сезон във Вихрен (Сандански), където записва само 6 мача. От 2007 до 2009 г. играе в Ботев (Пловдив) където записва 19 мача, след това слага край на професионалната си кариера.